# Walter Mattioli
Walter Mattioli (Ferrara, 8 maggio 1952) è un dirigente sportivo italiano, presidente della Giacomense per trent'anni e della SPAL dal 2013 al 2021.

## Biografia
Walter Mattioli è noto per la sua carriera calcistica: da presidente della Giacomense e della SPAL è stato in grado di salire tutti i gradini del mondo del calcio, dalla Terza categoria alla serie A.
Perse il padre in giovanissima età ed in seguito fu studente al collegio di San Benedetto a Ferrara. 
Fu giocatore nella Giacomense che era la squadra di calcio del suo paese Masi San Giacomo.
In seguito fu dirigente della Giacomense e, a 36 anni, ne divenne il presidente.
Ricoprì un incarico nel direttivo nella Vetroresina S.p.A., società di proprietà della famiglia Colombarini (Francesco, con i figli Simone e Luca) già proprietaria della squadra dilettantistica Giacomense, poi giunta in Lega Pro nel 2008 e che nel 2013 ha rilevato il marchio e il titolo sportivo della SPAL. 

### Presidenza della SPAL
È stato per conto della proprietà presidente della società, della quale possedeva il 10%. Ha condotto sotto la sua gestione la squadra dalla Lega Pro alla Serie A con due promozioni consecutive e mantenendo la massima serie per tre stagioni, fino alla rovinosa retrocessione in B al termine del campionato 2019/2020, quando la squadra si classificò all'ultimo posto, conquistando appena 20 punti, conducendo una gestione delle risorse attraverso la valorizzazione di giovani giocatori (anche in prestito da altre società) e avvalendosi anche di giocatori di esperienza ormai a fine carriera. Nel 2021 con il passaggio della società ad una cordata di investitori guidata dall'imprenditore statunitense Joe Tacopina, viene sostituito da quest'ultimo alla presidenza della SPAL.
Nel 2023 ha scritto con Enrico Menegatti il libro "Dal sogno alla realtà" (Minerva Edizioni, 336 pagine), che rappresenta la sua biografia.